# Универзални музеј Јоанеум
Универзални музеј Јоанеум је мултидисциплинарни музеј са зградама на неколико локација у покрајини Штајерска, у Аустрији. Има галерије и збирке у многим  областима укључујући археологију, геологију, палеонтологију, минералогију, ботанику, зоологију, историју, уметност и народну културу. То је најстарији музеј у Аустрији  као и највећи универзални музеј у централној Европи са преко 4,5 милиона објеката у 13 одељења и 12 локација у штајерским градовима Грац, Штајнц, Траутенфелс и Вагна (Флавија Солва). Да би се представио препознатљивији имиџ на међународном нивоу, Државни музеј Јоанеум је званично преименован у Универзални музеј Јоанеум 10. септембра 2009. године.

## Историја
Државни музеј Јоанеум основао је 1811. године надвојвода Јохан. Био је то први музеј у Аустрији, као и центар за континуирано образовање и научна истраживања. Посебно, кабинет за новчиће и минералошка збирка били су обимне приватне колекције које су припадале надвојводи. Око овог језгра колекција, неки од најбољих научника тог доба су предавали и спроводили истраживања: Фридрих Мос је тамо развио Мосову скалу тврдоће минерала, а овде је предавао Франц Унгерл, пионир паеоботанике, физиологије биљака, фитотомије и науке о земљишту. Године 1864, Јоанеум је ушао у ред "к.к. (царских) техничких колеџа".
Након одлуке да се установа подигне у ред царских колеџа, као и из организационих разлога и потребе за већим простором, установа је подељена 1887. године. Колеџ је постао Технолошки универзитет у Грацу, а збирке Јоанеума, како научне тако и културно-историјске, обједињене су у Државном музеју Јоанеум.
Изложбе колекција из Јоанеума одвијале су се у "Леслихофу" дуж Раубергасе у Грацу, одмах поред главног трга. Међутим, колекције су убрзо прерасле оквире резиденције. Нова зграда музеја подигнута је између 1890. и 1895. године, дуж Неуторгасе у Грацу, непосредно иза Леслихофа. Ова зграда коју је у необарокном стилу дизајнирао Аугуст Гунолд, постала је „Нови Јоанеум“.

### Јоанеум током нацистичке ере
Након аншлуса са нацистичком Немачком, Јевреји су прогањани, а њихова имовина заплењена, укључујући и уметничка дела која су припадала јеврејским колекционарима. Многа од ових уметничких дела, често заплењена преко нацистичке пљачкашке организације Вугеста, завршила су у поседу музеја, укључујући Универзални музеј Јоанеум. У априлу 1998. Јоанеум је био један од првих музеја у Аустрији који је основао радну групу за „Набавке и провизије од јеврејске имовине 1938–1955“. Према званичном извештају који је музеј објавио 2010. године, у послератном периоду, опљачкана културна добра у музеју су остала упркос законима о реституцији. Започето је истраживање порекла и нека уметничка дела су враћена наследницима јеврејских колекционара који су били опљачкани.

### 21. век
Од 2009. године оба објекта и терен између њих су подвргнути опсежном реновирању и изградњи. Изграђен је нови, централни, подземни улаз и троспратни подземни депо који се налази у близини обе зграде и Штајерске покрајинске библиотеке, која је такође била део првобитног Јоанеума из 1811. године. Током двестогодишњице Јоанеума 2011. године, у реновираној згради у Неуторгасе, отворени су Музеј уметности Neue Galerie и мултимедијална збирка. Након тога је Музеј природе и науке редизајниран на својој оригиналној, иако реновираној, локацији у Леслихофу.
До 2003. године Јоанеумом је управљала регионална влада Штајерске. Године 2003, што се поклопило са проглашењем Граца за једину Европску престоницу културе за ту годину, Јоанеум је издвојен у ГмбХ (друштво са ограниченом одговорношћу). Док је Јоанеум овим потезом добио одређену аутономију у пословном, маркетиншком и буџетском одлучивању, покрајина Штајерска остаје наследник надвојводе Јохана и задржава сва власничка и имовинска права над зградама и збиркама.
Музеј је највећи те врсте у централној Европи и други по величини од аустријских музеја након Музеја историје уметности у Бечу. Јоанеум запошљава међународни тим од око 500 људи у различитим областима, од услуга за посетиоце, преко набавки, конзервације и очувања, до научних истраживања. Више од 4,5 милиона предмета међу различитим збиркама, као и историјске грађевине и локације чине основу вишеструког изложбеног програма. Јоанеум прикупља, чува, конзервира, истражује и преноси широк спектар информација које се тичу природе, историје, културе и уметности Штајерске у међународном контексту са погледом на будућност.

## Локације и колекције

### Грац

#### Штајерска оружарница
Штајерска оружарница (Landeszeughaus) је првобитно било централно складиште оружја војводства Штајерске током Отоманских ратова. То је једина преостала оружарница тог типа на свету. Инсталација је остала углавном непромењена скоро 400 година и пружа атмосферу аутентичне оружарнице 17. века. У збирци је смештено 32.000 експоната; оклопна одела, огртачи, шлемови, хладно оружје, ватрено оружје и друга ратна возила. Војна историја Штајерске илустрована је сопственом изложбом у топовској дворани.

#### Музеј фолклора
Музеј фолклора (Volkskundemuseum) чува најстарију и најобимнију колекцију фолклористичких предмета и предмета народне културе у Штајерској. Отворен је 1913. и налази се у некадашњем капуцинерском самостану унутар једине преостале ренесансне градске капије у Грацу, Paulustor (Капија Светог Павла), подигнуте под Фердинандом II. Библиотека фолклора садржи преко 14.000 појединачних томова, као и архиву оригиналне грађе и преко 20.000 слајдова и историјских фотографија које документују живот руралне Штајерске. Изложбе нуде увид у руралну културу и начин живота прединдустријске Штајерске. Колекција наглашава живот, моду и веровања штајерског народа, показујући друштвене и културне односе између особе и предмета који су остали иза њега. Специфичност колекције су оригинална пушница и сала са костимима. Комплекс такође укључује цркву Светог Антонија са оригиналним сликама Ђованија Пјетра де Помиса и Ханса Адама Вајсенкирхера где се сваке године представљају традиционалне „Штајерске пастирске и крсне песме“ заједно са новим композицијама домаћих композитора.

#### Музеј у палати
Штајерска ризница чува културно-историјску збирку Јоанеума и обухвата око 35.000 предмета из свих области естетски образованог начина живота – од средњег века до данас: сведоче о штајерској историји и нуде примере живота штајерске властеле и племства; представљени су занати израде предмета од метала, дрвета, слоноваче, керамике, стакла и текстила, као и колекције предмета од кованог гвожђа, костими и музички инструменти. Штајерска војводска капа, величанствена кочија цара Фридриха III и камени грб из замка у Грацу спадају у најзначајније предмете у колекцији. Да би се поклопила са двестогодишњицом Јоанеума, културна историјска збирка је отворила Музеј у палати у лето 2011. у бившој градској палати Херберштајн и представља ново - дизајнирану сталну поставку допуњену посебним изложбама.
Палата Херберштајн је првобитно реновирана у барокну градску палату за принчеве од Егенберга. Палата је прешла у посед огранка породице Херберштајн 1774. године након изумирања мушке лозе наследника Егенберга.

#### Кварт Јоанеум
Кварт Јоанеум укључује оригиналну зграду Јоанеум на Раубергасе, као и зграду Неуторгасе и Штајерску покрајинску библиотеку. Велики улаз омогућава приступ до све три зграде. Троспратно дубок, подземни депо за библиотечке збирке је између три зграде.

##### Нова галерија
Нова галерија у Грацу је настала 1941. године поделом Покрајинске уметничке галерије основане 1811. као део Јоанеума на Стару галерију – која се састоји од средњовековних до барокних уметничких дела до 1800. – и Нову галерију – која обухвата дела неокласицизма, реализама и модерне уметности. Музеј има обимну колекцију педагошке уметности из 19. и 20. века са делима аустријских уметника, укључујући Фердинанда Георга Валдмилера, Егона Шилеа, Густава Климта, Марију Ласниг и Арнулфа Рајнера, као и међународних уметника као што су Марсел Дишан, Роберт Раушенберг и Фред Сандбек. Галерија се фокусира на набавку и излагање све веће колекције савремене уметности.
Нова галерија у Грацу има обимну колекцију од око 40.000 графика, као и колекције фотографија, филмова и видео записа. То је место за савремене уметнике, како локалне тако и међународне, са разним привременим изложбама. Међу овим савременим уметницима, контроверзни штајерски уметник Гинтер Брус требало је да има свој стални изложбени простор, назван Брусеум, у ново-реновираној згради „Неуторгасе“ у кварту Јоанеум.

##### Мултимедијалне збирке
Мултимедијалне збирке (раније познате као Архив слика и тонова) основане су 1960. године да би прикупиле фотографски, филмски и аудио материјал који се односи на Штајерску у истраживачке и образовне сврхе и да би се овај материјал учинио доступним широј јавности. Збирка се тренутно састоји од више од 2,5 милиона фотографија, десетине хиљада аудио записа и хиљаде филмова који документују развој Штајерске од почетка ере фотографије, филма и аудио записа.

##### Музеј природе и науке
2009. године научна одељења Јоанеума преселила су се у Центар за природњачку историју у округу Андриц у Грацу. Овај центар брине о збиркама и наставља научна истраживања савременим средствима. Прожети традицијом, ова одељења чине језгро оригиналног Јоанеума који је основао надвојвода Јохан. Нуди интердисциплинарне изложбе ботанике, зоологије, геологије, палеонтологије и минералогије.
CoSA – Центар за научне активности
Центар за научне активности је научни центар у природњачком музеју Грац у коме се предају технологија и природне науке  на једноставан начин. Отворен је 2019. године након четворогодишње фазе планирања као заједнички пројекат Дечјег музеја из Граца ФРида & фреД и Универзалног музеја Јоанеум.

###### Ботаника
Папрати, цветнице, печурке и маховине – сушене, пресоване, испружене и упаковане у папирне капсуле. Језгро ботаничке збирке чини више од пола милиона добро очуваних биљака. Посебне колекције воћа и семена, као и модели воћа и обимна ксилотека (библиотека шума) допуњују хербаријум, који приказује свеобухватну архиву штајерске флоре и базу за истраживачке пројекте о локалној вегетацији. Франц Унгер је радио неке од својих раних предавања и истраживања на овом одсеку док је боравио у Грацу.

###### Зоологија
Збирка обухвата око 850.000 примерака типичних за њихова станишта. Кичмењаци заузимају највећи део колекције. Примери из других региона — од морских обала до оригиналне фауне Аустралије — заокружују инвентар колекције. Примарни фокус научних збирки су, између осталог, инсекти и мекушци међу бескичмењацима, као и скелети и птичја јаја међу кичмењацима.

###### Геологија и палеонтологија
Штајерска историја од 500 милиона година је сакупљена овде: фосилни остаци ранијих живих бића откривају информације о леденим добама, тропским морима, древним шумама и мочварама. Поред мамута и мастодонта, пећински медведи и џиновски јелени, корали, дагње и рибе налазе се међу примерцима колекције. Од 1998. године Одсек за геологију и палеонтологију организује ископавања фосила са школама.

###### Минералогија
Као и колекција новца, минералошка збирка води порекло од приватне колекције надвојводе Јохана, која је у то време обухватала неколико хиљада комада. Данас је колекција нарасла на око 80.000 примерака. Колекција представља минерале из целог света, као и регионалну колекцију Штајерске. Одељење за минералогију Јоанеума је било место где је Фридрих Мос развио Мосову скалу тврдоће минерала која је и даље меродавна. Био је први кустос Јоанеума.

#### Дворац Егенберг

##### Просторије и баште
Дворац Егенберг је 2010. године додат постојећем елементу - Стари град Грац као светска баштина Унеска.  Дворац Егенберг је најзначајнија палата у Штајерској и окружен је пространом, живописном баштом. Палата, коју је пројектовао дворски архитекта Ђовани Пјетро де Помис,  према инспирацији шпанског Ел Ескоријала, истовремено је и раскошна резиденција намењена да пренесе богатство, моћ и статус власника - градитеља Ханса Улриха фон Егенберга, као и сложена алегорија космоса.  Централни део вишеслојне концепције је скуп историјских унутрашњих просторија. Циклус од 24 собе са оригиналном опремом и стилским намештајем из 17. и 18. века спада у најзначајније целине историјских ентеријера у Аустрији. Врхунац овог пиано нобилеа је Планетарна соба, која своје име дугује циклусу плафонских и зидних слика (завршених 1685.)  дворског сликара Ханса Адама Вајсенкирхера.  Његово елегантно стапање астролошких и херметичких слика, нумерологије и породичне митологије у компликовану алегорију „златног доба“ кућу Егенберг убраја међу најважније и импресивне системе ранобарокне собне уметности у средњој Европи.
Девет хектара вртова, углавном зараслих и изгубљених деценијама запуштености до краја Другог светског рата, обновљено је или реконструисано као живи споменик романтизма и носи утицај последњег баштована који је поседовао палату, грофа Жерома Херберштајна. Почетком 19. века, гроф Херберштајн је преобразио двориште у живописни енглески врт.

##### Стара галерија
Збирке Старе галерије у Грацу садрже дела старих мајстора европске уметности од средњег до 18. века. Изложбена колекција у 22 собе дворца Егенберг прати тематски дизајн. Предмети романичке уметности као што су „Врата сакристије Светог Николе“, готичка уметност укључујући заветни олтар Светог Ламбрехта, светски позната „Адмонт Мадона“ и „Портрет смрти Максимилијана I“ или портрет његове прве жене Марије, Војвоткиња од Бургундије и Велики и Мали чудотворни олтари из Маријацела спадају у збирку средњовековне уметности.  Почевши од ренесансе и идући кроз маниризам до касног барока, дела Лукаса Кранаха Старијег, Досоа Досија, Софонизбе Ангвисоле, Бартоломеуса Шпрангера, Питера Бројгела Млађег, Мартина Јохана Шмита и Анђелике Кауфман из раног модерног доба су изложена у збирци.   Инвентар штампарије Старе галерије је обиман и садржи ручне цртеже и штампану графику од 1500. до краја 18. века. Међу њима су обимна дела Рембранта,  Албрехта Дирера и Ђабатисте Пиранезија. 

##### Колекција новчића
Колекција новчића такође води порекло од приватне колекције надвојводе Јохана. Са преко 70.000 предмета, то је тренутно друга највећа јавна збирка новчића у Аустрији. Комбинација најсавременије технологије и историјских предмета, кованица, валута и опреме у вези са ковањем прати историју регионалне циркулације и ковања новца од праисторијске ере до еврозоне. Међу најзначајнијим комадима су новчићи из налаза у Штајерској и околини који су били у оптицају у време Римског царства. Поред тога, изложени су пфенинзи из средњег века и новчићи и медаљони из ковница Унутрашње Аустрије (Innerösterreich) у Грацу, Клагенфурту и Ст. Фајт на Глану, као и из других земаља Аустроугарске империје . Колекција прати историју ковања новчића из целог света са праисторијским келтским кованицама из региона, шкољкама, раним облицима папирне валуте и евра, поред међународних кованица од историјског значаја кованих у Африци, САД и Холандске источноиндијске компаније, између осталих. Стална збирка, са додатном просторијом за привремене изложбе, прикладно је смештена у најстаријем делу палате који датира из касног средњег века и некада је припадао Балтазару Егенбергеру, мајстору ковнице и финансијеру цара Фридриха III у раним данима меркантилизма.

##### Археолошки музеј и лапидаријум
Археолошки музеј и лапидаријум налазе се поред Планетарне баште у дворцу Егенберг. У њему се налази низ од преко 1200 објеката из прошлости. Друга највећа археолошка збирка Аустрије обједињује доказе о људском постојању из "штајерске" праисторије са налазима из антике, античког Блиског истока и старог Египта. Јединствена атракција је култни вагон из Стретвега, који се налази међу гробним предметима из халштатске културе. Подвргнут је опсежној рестаурацији. Једна од најзначајнијих римских клесарских колекција источних Алпа налази се у суседном Лапидаријуму: 96 каменова, укључујући надгробне споменике, споменике, медаљоне и округле скулптуре, три велика остатка мозаичких подова, као и истакнути експонат, гробна стела висока скоро три метра Л. Канција. 
Слично археолошком музеју је Римски музеј Флавије Солве у близини града Вагне на југу Штајерске.

##### Музејска академија Јоанеум
Музејска академија Јоанеум подстиче даље образовање, обуку и истраживање у музеологији, планирању музеја, интерпретативном планирању, дизајну изложби и менаџменту музеја. Седиште је у једној од баштенских кућа Егенберг и ради са међународном мрежом музеја и локалних институција, укључујући Универзитет у Грацу и Технолошки универзитет у Грацу, пружа платформу и ресурсе за разговоре са међународним истраживачима у музеологији и музеолошкој теорији како би се промовисао континуирани развој како Јоанеума, тако и музеолошких пракси и истраживања широм света.

#### Изложбене куће

##### Уметничка кућа у Грацу
Отворена 1952. године, Уметничка кућа у Грацу је шест деценија служила као место за промоцију савремених уметника из Штајерске. Налази се између Старог града Граца и Универзитетске четврти, одмах испред једине преостале готске градске капије у Грацу, „Burgtor“ (капија замка). Подигнута је под Фридрихом III и пружа простор савременим уметницима из Штајерске и околине да излажу своје радове. Интегрисана је у Универзални музеј Јоанеум.
Уметничка кућа у Грацу представља архитектуру, дизајн, нове медије, филм и фотографију под једним кровом. Нуди спектакуларну архитектуру и изложбе међународних, савремених уметника од касног 20. века па надаље. Посебна карактеристика ове зграде  је „Игла“: стаклена платформа за гледање преко реке Муре према центру града Граца и замку на брду. BIX фасада на источној страни служи као „урбани екран“ са 925 програмабилних флуоресцентних лампи које приказују поруке и покретне обрасце светлости у околини.

#### Аустријски парк скулптура
Више од 60 скулптура постављено је у парку величине седам хектара са ружама, рибњацима са лотосом и лавиринтима на јужној периферији Граца. Од свог оснивања 2003. године, Аустријски парк скулптура нуди посетиоцима сликовит преглед – углавном аустријске, али и међународне – савремене скулптуре и скулптуралне уметности, као и вртове швајцарског пејзажног архитекте Дитера Кинаста. Године 2008. колекција је проширена донацијом Слике за закуцавање ексера/Укрштена верзија уметнице Јоко Оно.

### Широм Штајерске

#### Римски музеј
Флавиа Солва је најзначајнији налаз из римског доба у савременој Штајерској. Налази се у близини брда на ободу града Вагне, са погледом на реку Муру. Град се развио у близини постојећег насеља Келта са средиштем на оближњем брду, Фрауенберг у близини Лајбница. Добио је пуни статус римског града давањем општинске повеље од стране Веспазијана 70. године нове ере. Насеље се проширило и келтско становништво је усвојило римске обичаје и технологију. Нуди платформу за гледање и изложбени простор изграђен са погледом на ископане римске рушевине. Овај музеј посетиоцима нуди увид у свакодневни живот, богослужење и култове смрти некадашњег најкултурнијег града римске провинције Норик.

#### Дворац Траутенфелс
Барокна палата дворац Траутенфелс налази се у подножју Гриминга на истуреној литици у општини Пург-Траутенфелс. Подручје је 1664. године купио гувернер штајерске провинције, гроф Зигмунд Фридрих фон Траутмансдорф, а затим га је преуредио и проширио у ранобарокну резиденцију која носи његово име. У кабинама се налазе ренесансне и барокне фреске и слике, као и соба са роговима, грофова од Лемберга, и задивљујућа Мермерна дворана, која је отворена за посетиоце.

##### Регионални пејзажно-фолклористички музеј
Почевши од 1950-их, уложени су заједнички напори да се прикупе предмети који се односе на природну и културну историју Енстал региона Горње Штајерске. Изложени су и сјај пејзажа и сама палата. Изложени су објекти од геолошког интереса као и сеоски домаћи живот региона. Изложба такође приказује експонате који указују на историјске транзиције и њихов утицај на људе, као што су реформација и контрареформација. Стална колекција изложбе представља око 1000 експоната који се односе и на земљу и на људе током историје у долини реке Енс, као и града Бад Аусзе од средњег века до раног модерног доба.

#### Дворац Штајнц
Дворац Штајнц је бивши манастир Августинаца који је купио надвојвода Јохан 1840. године и који је остао у власништву његових наследника, грофова од Мерана. Различите собе, терасе и аркаде су доступне за изнајмљивање за приватне догађаје. У некадашњем манастиру се налазе две збирке: музеј лова и музеј пољопривреде.

##### Музеј лова
Дизајн ове изложбе третира лов као историјски, социолошки и филозофско-етички феномен. Посетиоцу пружа прилику да испита везе лова, екологије и природе. Интердисциплинарни приступ овој изложби комбинује барокне животињске трофеје, историјске алате и оружје, слике и уметничка дела како би се илустровао развој лова од каменог доба преко римског доба до времена племића и раних дана средње класе.

##### Музеј пољопривреде
Главни фокус пољопривредне збирке је да прикаже технике руралне пољопривреде, сточарства и шумарства пре индустријализације, као и алате и фотографске доказе који се односе на ове послове. Оригинални намештај соба из 17. и 18. века пружа поглед на различите димензије сеоског живота у Штајерској. Отворене површине имају ковачницу, јаму за купус, башту зачинског биља, воћњак и малу њиву како би се демонстрирали различити аспекти овог прединдустријског, руралног начина живота.

## Додатне информације
- Das Joanneum – Österreichs Universalmuseum (2006) [DVD] By Günther Schilhan (director) and Helmut Gesslbauer (producer), Austria: ORF Steiermark
- Kaiser, Barbara (2006). Schloss Eggenberg. Brandstätter. ISBN 3-902510-80-3. (English Edition) or.  3-902510-96-X (German Edition)
- Becker, Ulrigh; Arlt, Thomas (25. 9. 2005). Alte Galerie-- masterpieces. Leykam. ISBN 9783701175338. (English edition). . ISBN 3-7011-7533-0. Недостаје или је празан параметар |title= (помоћ)
- Biedermann, Gottfried; Diem, Günther (1982). Katalog: Alte Galerie am Landesmuseum Joanneum : mittelalterliche Kunst, Tafelwerke, Schreinaltäre, Skulpturen. Alte Galerie am Landesmuseum Joanneum.
- Ruck, Barbara (1985). Hans Adam Weissenkircher 1646-1695: Fürstlich Eggenbergischer Hofmaler : Sonderausstellung. Schloss Eggenberg.
- Woisetschläger, Kurt (1974). Der Innerösterreichische Hofkünstler Giovanni Pietro de Pomis: 1569 bis 1633. Verlag Styria. ISBN 978-3-222-10847-1.
- Eggenberg – Geschichte und Alltag. By Gerhard M. Dienes and Karl Kurbinzky et al. Dienes, Gerhard Michael (1999). Eggenberg: Geschichte und Alltag. Graz: Stadtmuseum Graz. ISBN 3-900764-22-0.. Dienes, Gerhard Michael (1999). Eggenberg: Geschichte und Alltag. Stadtmuseum Graz. ISBN 3-900764-22-0.
- Hudeczek, Erich (2004). Die Römersteinsammlung des Landesmuseums Joanneum: ein Führer durch das Lapidarium. Landesmuseum Joanneum. ISBN 978-3-9500410-3-3.
- Egg, Markus; Kramer, Diether (12. 12. 2008). Krieger - Feste - Totenopfer: der letzte Hallstattfürst von Kleinklein in der Steiermark. Römisch-Germanisches Zentralmuseum. ISBN 978-3-7954-2142-7.
- Galić, Anđelka (2008). Giovanni Battista Piranesi (1720 - 1778): das virtuelle Museum römischer Altertümer ; eine Ausstellung vom Museum für Kunst und Gewerbe (Muzej za Umjetnost i Obrt), Zagreb ; [Begleitpublikation zur Ausstellung ... Landesmuseum Joanneum, Alte Galerie Schloß Eggenberg, Graz 11. April bis 15. Juni 2008]. Landesmuseum Joanneum. ISBN 978-3-902095-19-0.
- Biedermann, Gottfried; Gmeiner-Hübel, Gabriele; Rabensteiner, Christine (1996). Bildwerke: Renaissance, Manierismus, Barock ; Gemälde und Skulpturen aus der Alten Galerie des Steiermärkischen Landesmuseums Joanneum in Graz ; Kurt Woisetschläger zum 70. Geburtstag. Carinthia. ISBN 3-85378-442-9.
- Leitner-Ruhe, Karin (2006). Rembrandt (1606-1669): Radierungen ; [anlässlich der Ausstellung "Rembrandt. Radierungen", Alte Galerie am Landesmuseum Joanneum, 15. September bis 12. November 2006]. Landesmuseum Joanneum, Alte Galerie. ISBN 978-3-902095-07-7.